# Pizza hawaïenne
 (avril 2016).
La pizza hawaïenne est une variété de pizza qui se compose généralement de fromage et d'une base de tomate avec des morceaux de jambon et d'ananas,,.
En dépit de son nom, cette recette n'aurait rien d'hawaïen, il s'agirait d'une invention canadienne. En effet, en juillet 2010, un restaurateur canadien nommé Sam Panopoulos de Chatham en Ontario revendique l'invention de la recette en 1962 avec son frère dans leur restaurant The Satellite,,,,,.

## Débat
Concernant les ananas sur les pizzas, le président islandais Gudni Johannesson a déclaré le 20 février 2017 dans une école de la ville d’Akureyri « qu’il interdirait l’ananas sur les pizzas s’il avait le pouvoir de faire passer une loi ». Cette plaisanterie a débouché sur un débat passionné sur les réseaux sociaux entre détracteurs et fans de ce type de pizza,,.
La pizza hawaïenne trouve le soutien sur Twitter de Justin Trudeau, le premier ministre canadien.